# Ioan al VII-lea Paleologul
Ioan al VII-lea Paleologul (n. 1370, Constantinopol, Imperiul Roman de Răsărit – d. 22 septembrie 1408, Salonic, Imperiul Roman de Răsărit) a fost un împărat bizantin din Dinastia Paleolog.

## Biografie
Nepotul lui Ioan V (fiul lui Andronic IV). Înainte de rebeliunea din 1390, domeniul lui Ioan era Selymbria. La 14 aprilie 1390, el a ocupat Constantinopolul, cu sprijinul lui Bayazid I, și s-a încoronat. Domnia lui Ioan VII a durat doar câteva luni-unchiul acestuia, Manuel, care venise în ajutorul tatălui său, l-a alungat pe uzurpator din capitală. Opt luni mai târziu, Ioan VII a ridicat din nou o răscoală, însă același Manuel II n-a permis, nici de data aceasta, visurilor ambițioase ale rudei sale să se realizeze. Ioan VII le propusese, pe fațp francezilor drepturile sale vagi la tronul Imperiului, în schimbul a ceva mai palpabil: un castel în Europa și o rentă anuală de 25 000 de florini, însă aceia au refuzat această afacere dubioasă.
În timpul absenței lui Manuel II, symbasileul Ioan VII a rămas în locul acestuia. Primind ,,drept moștenireasediul capitalei de către turci, regentul s-a purtat destul de curajos. Atunci când, în 1402, sultanul a cerut iar să-i fie predat Constantinopolul, Ioan VII i-a răspuns, cu stăpânire de sine, că grecii, poate, sunt slabi, dar își pun nădejdea în Dumnezeu, care-i poate face puternici.
După întoarcerea lui Manuel II, Ioan VII a primit, ca apanaj, insula Lemnos și Thesssalonicul, precum și titlul de ,,Basileu al Thessaliei.